# Boudin blanc de Rethel

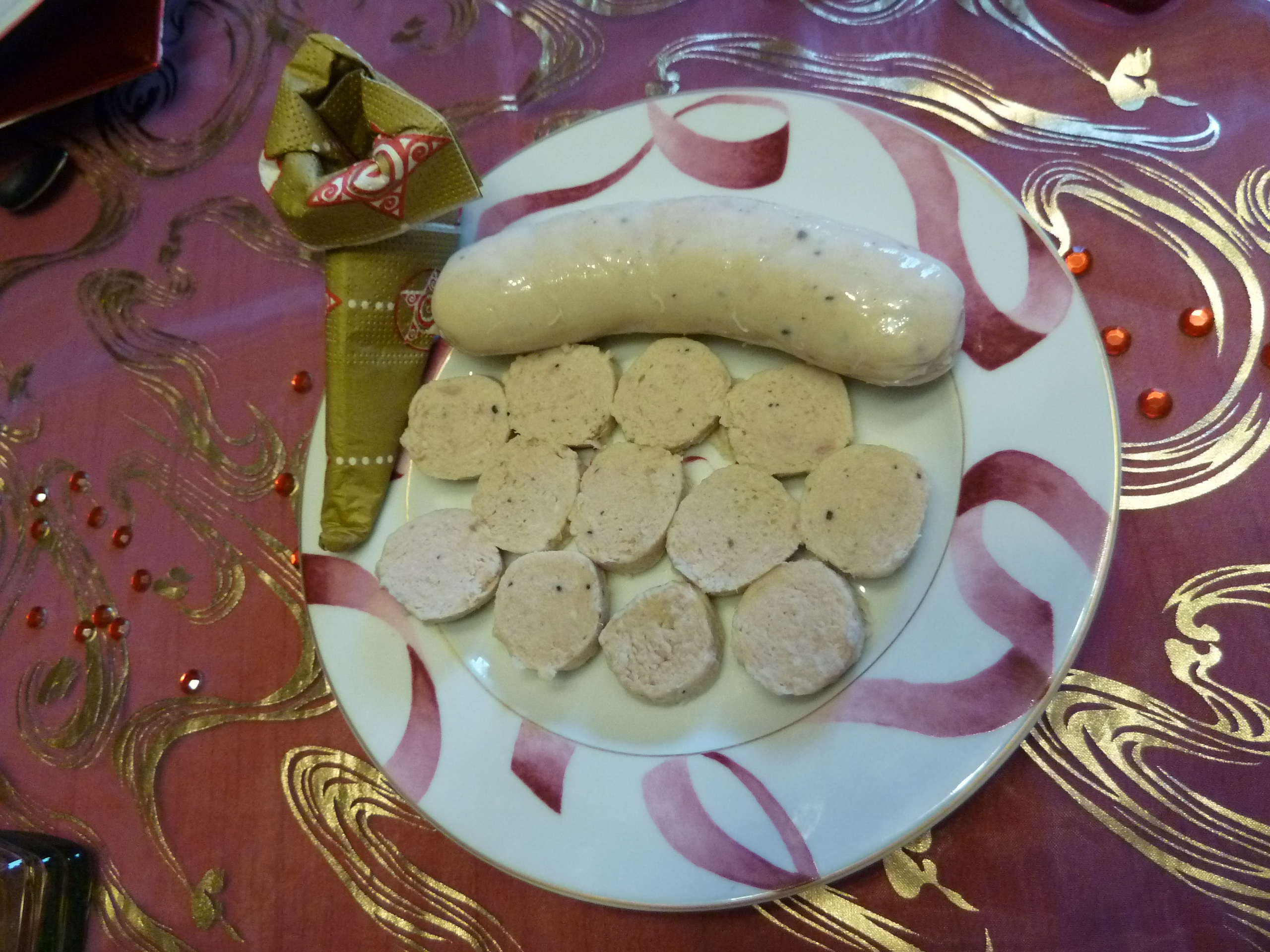
Boudin blanc de Rethel

De Boudin blanc de Rethel is een worst, afkomstig uit de plaats Rethel in de Franse Ardennen. In tegenstelling tot de boudin noir is dit géén bloedworst maar wordt hij gemaakt van gehakt (varkens-, runder- of zelfs kippengehakt), eieren, brood en melk. Er wordt soms rundervet toegevoegd. De worst heeft, zoals de naam al aangeeft, een typisch witte kleur en wordt zowel warm als koud gegeten.
De Boudin Blanc maakt vaak deel uit van de kerstmaaltijd. Een variant komt ook voor in de regio Centre-Val de Loire van Frankrijk. De Münchner Weißwurst is enigszins verwant aan deze worst.